# Serra de Collserola

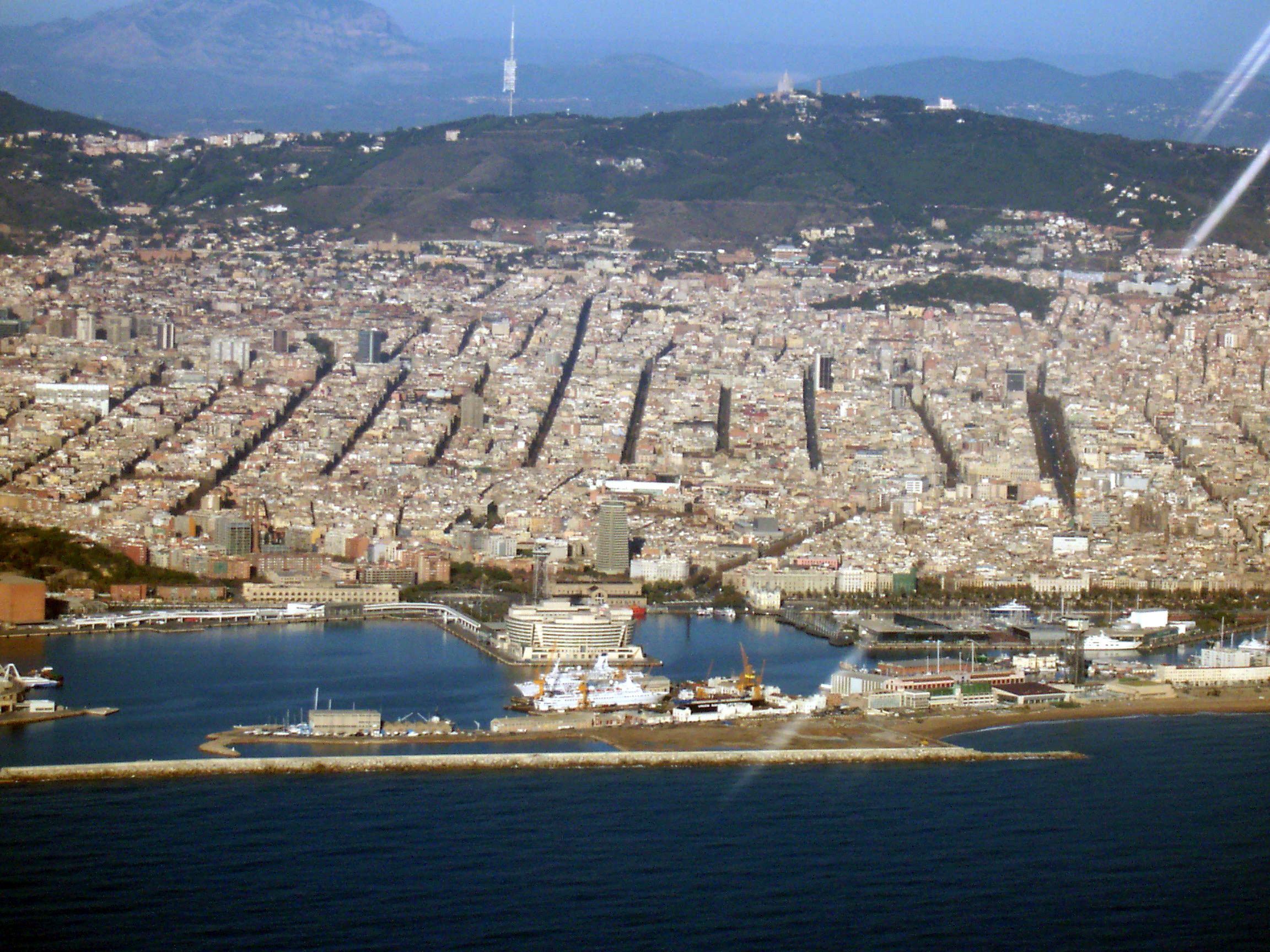
Neste panorama da cidade de Barcelona observa-se a Serra de Collserola ao fundo.

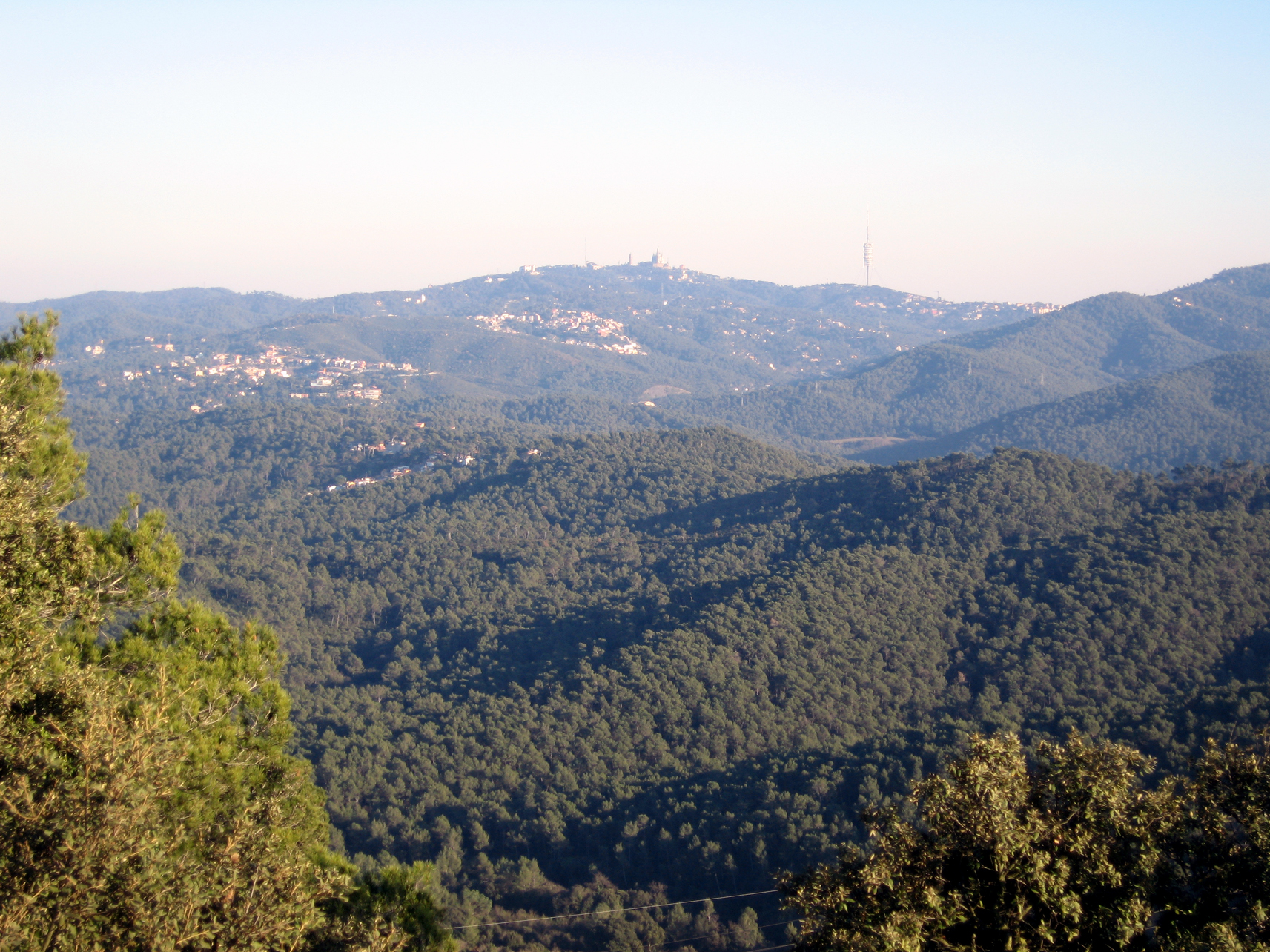
Ao fundo, o Tibidabo.

A Serra de Collserola é uma serra e parque periurbano entre os rios Besòs e Llobregat na Catalunha, Espanha. Separa Barcelona do planalto de Vallès. O seu ponto mais alto é o Tibidabo, que atinge 512 m de altitude. Os vales dos rios Llobregat e Besós, a planície de Barcelona e a bacia de Vallès, marcam os limites geográficos do maciço de Collserola.
A Serra de Collserola constitui um dos parques metropolitanos de maior dimensão no mundo: criado em 1987, o parque tem área de 84,65 km², pelo que é 8 vezes maior que o Bosque de Bolonha em Paris, e 22 vezes maior que o Central Park de Nova Iorque. Tem uma fauna rica e variada, sendo um lugar por eleição em que os barceloneses passam algum do seu tempo livre em actividades desportivas como o ciclismo e caminhada.
Num cabeço com 445 m de altitude (monte Vilana) foi construída a Torre de Collserola, uma torre de telecomunicações de 268 m de altura, obra do arquitecto Norman Foster e inaugurada em 1992.

## Lugares de interesse
- Tibidabo
- MUHBA (Museu de História de Barcelona) Villa Joana. Casa museu situada no parque de Collserola, dedicada à memória do poeta catalão Jacint Verdaguer, que passou nela os seus últimos dias. Temporariamente fechado para reforma.
- Torre de Collserola